# Germán Villa Gaviria
Germán Villa Gaviria CIM (* 21. April 1911 in Sopetrán; † 18. Juni 1992 in Medellín) war ein kolumbianischer römisch-katholischer Geistlicher und Erzbischof von Barranquilla.

## Leben
Er wurde am 7. Juli 1935 zum Priester geweiht. Der Papst ernannte ihn am 10. November 1956 zum Titularbischof von Lamdia und zum Weihbischof in Cartagena. Der Erzbischof von Cartagena, José Ignacio López Umaña, spendete ihm am 10. Februar des nächsten Jahres die Bischofsweihe; Mitkonsekratoren waren Julio Caicedo Téllez SDB, Bischof von Cali, und Aníbal Muñoz Duque, Bischof von Bucaramanga.
Papst Johannes XXIII. ernannte ihn am 3. Februar 1959 zum Bischof von Barranquilla und er wurde am 19. März 1959 in das Amt eingeführt. Er nahm an allen Sitzungen des Zweiten Vatikanischen Konzils teil. Papst Paul VI. ernannte ihn am 25. April 1969 zum Erzbischof von Barranquilla. Am 11. Mai 1987 nahm Papst Johannes Paul II. seinen altersbedingten Rücktritt an.